# Bryan Gregory
Pour les articles homonymes, voir Gregory.
Bryan Gregory, de son vrai nom Gregory Beckerleg, est un guitariste et parolier américain, né le 20 février 1951, mort le 10 janvier 2001. Il est un membre fondateur du groupe The Cramps, dans lequel il joue quatre ans.

## Biographie
Gregory Beckerleg naît le 20 février 1951, à Détroit (Michigan). Il entame une période suicidaire, durant laquelle il épouse Robyn Hunt, dont il a une fille. Le couple se sépare. Gregory travaille dans des usines. Il chante dans le groupe The Square Bubbles, à Détroit.
Il travaille ensuite dans une boutique de disques de l’East-Side de Manhattan, où il a pour collègue Lux Interior qui lui parle d’un projet de groupe avec Poison Ivy. Bryan refuse catégoriquement de tenir la basse. Il se procure une six-cordes pour 85 dollars. Il ne lui reste plus qu’à apprendre à jouer. Lux doit se contenter de chanter. En avril 1976, le groupe est formé, puis complété en juin par Pam Balaam (Pam Beckerleg), la sœur de Bryan, qui officie à la batterie jusqu’en août. Bryan consent tout de même à jouer les parties de basse, sur la six-cordes, quand il le faut.
Il quitte The Cramps un matin de juin 1980, sans prévenir, à la veille d’une tournée américaine, emportant le matériel. Il s’installe à Los Angeles. Il joue dans Beasts jusqu’en 1984, dans The Dials, de 1992 à 1995, et dans Shiver. Dans le même temps, il se passionne pour l’occulte, travaille comme tatoueur, tente de devenir acteur, pose nu, monte une mini-chaîne de sex-shops.
Quelques semaines après une attaque cardiaque, il meurt de pneumonie à l’Anaheim Memorial Medical Center, à Anaheim (Californie), le mercredi 10 janvier 2001, à l’âge de 49 ans.

## Style
L’imprégnation vaudou et le son fuzzy de la guitare Flying V, un personnage inquiétant, énigmatique, un visage émacié, un corps décharné, un teint de vampire, une longue mèche blanche, un collier d’ossements, des talons aiguilles (non content d’être né le même jour que Poison Ivy, il avait la même taille de vêtements et de chaussures, ce qui permettait des échanges), Bryan Gregory aura contribué à façonner l’image des Cramps.

## Influences
Brian Jones, Stooges, Jim Reid, Sonic Boom.